# Киолим
Киолим — посёлок в Карабашском городском округе Челябинской области России.

## География
Расположен на реке Большой Киалим. Расстояние до центра городского округа Карабаша 15 км.

## История
В июле 2024 года при прорыве дамбы на Киалимском водохранилище все 20 домов были затоплены; было эвакуировано 163 человека, никто не пострадал.

## Население
| 2002 | 2010 |
| ---- | ---- |
| 76   | ↘59  |

По данным Всероссийской переписи, в 2010 году численность населения посёлка составляла 59 человек (31 мужчина и 28 женщин).

## Уличная сеть
В настоящее время в посёлке отсутствуют улицы.